# 鄭何艾齡
鄭何艾齡，OBE（1904年10月21日—2007年2月17日），因生於日本長崎縣，本名崎姿，又作奇姿，又名艾齡，教育家。

## 生平
1904年10月21日生於日本長崎縣，為何東爵士五女。幼年就學於盧湘父主持之學塾湘父學塾，深受儒家思想熏陶。中學肄業於拔萃女書院。1921年，香港大學首次取錄女學生，成功考入英文系。1925年畢業，成為該校首位女畢業生。旋赴英國倫敦大學倫敦國王學院（King's College）修讀師訓課程，後又負笈美國，取得教育碩士文憑。1929年往廣州嶺南大學任教。
1932年返回倫敦擔任父親的秘書，同年獲瑪麗王后（Queen Mary）在白金漢宮接見。1936年獲得倫敦大學哲學博士（PhD）。1940年，與林則徐外玄孫鄭湘先成婚，育有一女。不久，鄭氏因急病辭世。其後，何艾齡返港。
太平洋戰爭時期，擔任中國戰時兒童保育會香港分會理事，及香港兒童保育院首任院長，向兒童灌輸抗日意識，並邀請何香凝、宋慶齡、宋美齡、陶行知、何世禮等著名人物前來演說。戰後，1947年出任培僑中學校董會主席。供職於教育司署。1954年，與香港首位精神科醫生葉寶明教授共同創辦香港心理衛生會，並擔任主席。1961年獲頒予大英帝國官佐勳銜（OBE）。退休後創辦孔教大成中學（今孔教學院大成何郭佩珍中學），並於1963年至1967年間擔任創校校長。1967年，為香港心理衛生會編輯出版小冊「Mental Health in Hong Kong」。
1968年旅居美國聖地牙哥，開辦華文孔教學校，以宣揚儒家之教育精神，閒時更前往加州大學聖地牙哥分校參與成人教育工作，稍後應邀至美國海軍陸戰隊的彭德爾頓軍營(Camp Pendleton)，為越南難民教授英語。1988年6月，曾率團前往中國大陸，在北京舉辦的国际特殊教育大会上宣讀論文，並考察各地特殊教育的現狀。晚年集中精力撰寫了兩部著作，一為其母張靜蓉女士的傳記，一為其自傳。1994年11月2日，香港亞洲電視的時事追擊節目以「港大第一個女生︰何艾齡的故事」為題，介紹其生平事蹟。
2007年2月17日因心臟衰竭逝世，享壽102歲。追悼會於同年5月12日下午二時在聖地牙哥的Kate Sessions Park舉行。香港方面，孔教學院亦於5月21日舉行了追思會。
2007年，香港婦女事務委員會為「三八婦女節」舉辦大型活動「香港女性飛躍百年展」，其中介紹了20位具代表性香港女性，次年又將相關內容結集成書，何艾齡榜上有名。

## 著作
- 《何東爵士夫人張蓮覺居士傳》（Clara Ho Tung: A Hong Kong Lady, Her Family and Her Times，香港中文大學出版社，1976年）
- “Intercultural Reminiscences”（(香港浸會大學出版社，1997年）

## 註腳
1. ↑  《工商日報》，1947年5月13日，第1張第4頁，「培僑中學歡迎何艾齡」
2. ↑  百歲人瑞鄭何艾齡辭世[永久]

## 外部連結
- 永遠懷念鄭何艾蓮博士、邱建明副校長
- The Grand Life of Dr. Irene Cheng:She passes away at 102[] （英文）
- 孔教學院追思鄭何艾齡[永久]
- 百歲人瑞鄭何艾齡辭世[永久]
- 教育专家何艾龄院长[永久]
- 在何艾齡博士追悼會上的致詞[永久] 湯恩佳